# Propulsion magnétique
La propulsion magnétique est un moyen de locomotion qui utilise les propriétés magnétiques des électroaimants. Le train Maglev utilise cette technologie.
Le concept de propulsion magnétique est relativement facile à mettre en œuvre : un noyau d'acier est placé au centre d'une bobine. Quand un anneau diamagnétique est placé autour de ce noyau, puisqu'il ne peut être magnétisé, ses atomes s'agitent. Un courant électrique est alors produit - et donc un champ magnétique, et les électroaimants produisent un champ opposé. À cause de cette opposition, l'anneau est éjecté rapidement.
Si le tore (ou l'anneau) ne peut s'échapper du champ magnétique, à cause du courant induit, il s'échauffe rapidement. C'est le principe des plaques à induction.